# Vô Ngôn Thông
Vô Ngôn Thông (zh. 無言通), 759 (?) – 826, là một vị Thiền sư Trung Quốc, đệ tử của Thiền sư nổi tiếng Bách Trượng Hoài Hải. Năm 820, sư qua Việt Nam, ở tại chùa Kiến Sơ (zh. 建初寺), ngày nay thuộc Hà Nội, thành lập phái thiền Vô Ngôn Thông. Sư mất năm 826, và phái thiền của sư kéo dài được 17 thế hệ.

## Dòng thiền Vô Ngôn Thông
Những Thiền sư quan trọng của dòng thiền này là Khuông Việt (933 – 1011), Thông Biện (? – 1134), Mãn Giác (1052 – 1096), Minh Không (mất 1141) và Giác Hải. Thế hệ cuối cùng là khoảng cuối thế kỷ 13. Phái Vô Ngôn Thông theo đúng dòng Thiền của Huệ Năng, chủ trương đốn ngộ (giác ngộ nhanh chóng). Các vị thiền sư dòng Vô Ngôn Thông đều có tâm hồn thi sĩ. Riêng thiền sư Không Lộ vừa được cho là thuộc thiền phái Vô Ngôn Thông, nhưng cũng thuộc thiền phái Thảo Đường.

## Cơ duyên và hành trạng
Sư họ Trịnh (zh. 鄭), quê ở Quảng Châu (zh. 廣州), xuất gia tại chùa Song Lâm (zh. 雙林寺), Vụ Châu (zh. 務州). Tính tình sư điềm đạm ít nói, nhưng thông minh nên thời nhân gọi là Vô Ngôn Thông (Cảnh Đức Truyền đăng lục ghi là Bất Ngôn Thông).
Một hôm, sư lễ Phật, có một thiền khách hỏi: "Toạ chủ lễ đó là cái gì?", sư thưa: "Là Phật." Khách liền chỉ tượng Phật hỏi: "Cái này là Phật gì?", sư không trả lời được. Đến tối, sư y phục chỉnh tề đến lễ vị khách, vị này chỉ đến Mã Tổ. Sư lên đường đến Mã Đại sư nhưng nghe tin Tổ đã viên tịch bèn đến Bách Trượng. Nhân nghe Bách Trượng trả lời một vị tăng "Bản tâm nếu tịnh không, mặt trời trí huệ tự chiếu" (tâm địa nhược không, huệ nhật tự chiếu 心地若空惠日自照) sư triệt ngộ.
Sau khi rời Bách Trượng, sư đến trụ trì chùa Hoà An (zh. 和安寺) và tương truyền rằng Thiền sư Ngưỡng Sơn Huệ Tịch, vị Tổ thứ hai của tông Quy Ngưỡng, có đến đây học hỏi.
Năm Canh Tí, niên hiệu Nguyên Hoà đời nhà Đường, sư sang An Nam ở chùa Kiến Sơ làng Phù Đổng, huyện Tiên Du, tỉnh Bắc Ninh. Ở đây mấy năm liền sư chỉ quay mặt vào vách toạ thiền và không ai biết tông tích của Sư. Vị trụ trì nơi đây là Cảm Thành thầm biết sư là cao tăng đắc đạo nên hết sức kính trọng. Sắp sửa tịch, sư gọi Cảm Thành đến nói kệ:
| 一切諸法皆從心生 心無所生法無所住 若達心地所住無礙 非遇上根慎勿輕許 | Nhất thiết chư pháp giai tòng tâm sinh Tâm vô sở sinh pháp vô sở trụ Nhược đạt tâm địa sở trụ vô ngại Phi ngộ thượng căn thận vật khinh hứa. | Tất cả các pháp đều từ tâm sinh Tâm không chỗ sinh, pháp không chỗ trụ Nếu đạt đất tâm chỗ trụ không ngại Không gặp thượng căn dè dặt chớ dạy. |

Nói xong sư chắp tay viên tịch. Cảm Thành thiêu lấy hài cốt và xây tháp thờ trên núi Tiên Du.